# Meindert Niemeijer

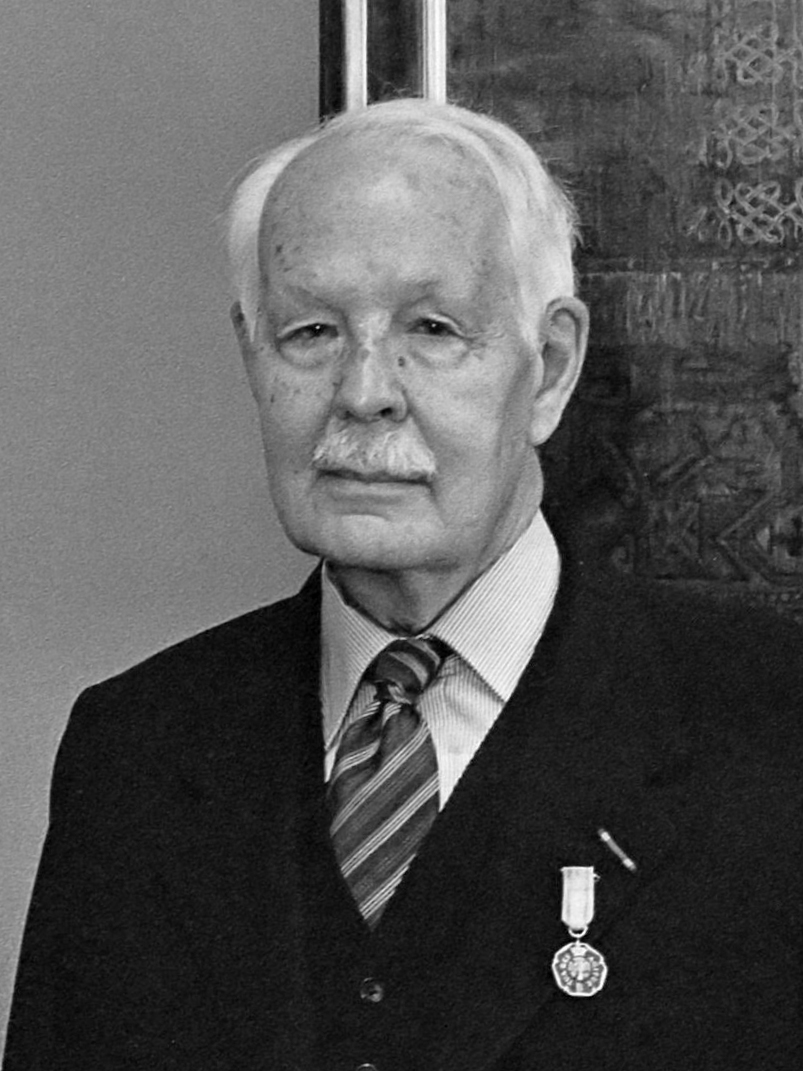
Meindert Niemeijer (1982)

Meindert Niemeijer (* 18. Februar 1902 in Rotterdam; † 5. Oktober 1987 in Rotterdam) war ein niederländischer Schachkomponist, Mäzen und Sammler von Schachliteratur. Seine Bibliothek bildete den Grundstock einer der weltweit größten Schachbuchsammlungen.

## Leben
Niemeijer erwarb den Doktortitel und war zunächst Rechtsanwalt. Zwischen 1926 und 1964 war er Direktor einer großen Versicherung in Rotterdam. Im Zweiten Weltkrieg wurde sein Haus 1944 von deutschen Besatzern beschlagnahmt, doch konnte er seine große Bibliothek rechtzeitig in Sicherheit bringen.

## Schach
Während seiner Schulzeit war Niemeijer mit dem eine Woche älteren Jan Hartong auf derselben Schulbank. Später arbeiteten sie zusammen an Schachkompositionen. Er bevorzugte Dreizüger mit strategischem Inhalt.
Im Jahr 1924 begann Niemeijer mit dem Sammeln von Schachliteratur, die er hauptsächlich bei Auktionen erstand. Darunter befanden sich 25 vollständige Bibliotheken anderer Personen, so auch die 4000 Bücher umfassende Sammlung des Brasilianers DeMotta. Seine beruflich bedingten Verbindungen ins Ausland erleichterten ihm den Erwerb auch seltener fremdsprachiger Werke. Erwähnenswert ist der hohe Anteil osteuropäischer Titel. Die aus etwa 7000 Büchern bestehende Sammlung spendete er 1948 der Königlichen Bibliothek in Den Haag. Dort wurde sie mit der 1876 von Antonius van der Linde erhaltenen Sammlung zur „Bibliotheca Van der Linde-Niemeijeriana“ vereinigt. Eine Gegenforderung Niemeijers, der die Bibliothek auch danach mit eigenen Mitteln unterstützte, wurde 1955 durch Veröffentlichung eines Bestandskatalogs erfüllt.
Eine andere Sammlung, die von Niemeijer 1925 begonnen wurde, ist das Niederländische Problemarchiv, in dem 1998 mehr als 50.000 Schachkompositionen enthalten waren. Niemeijer, der mehr als 600 Schachaufgaben komponierte, verfasste mehr als 30 Bücher und Broschüren sowie über 40 Artikel, die in einer Jubiläumsschrift zu seinem 75. Geburtstag aufgezählt wurden.

## Werke (Auswahl)
- Bloemlezing van Nederlandsche schaakproblemen uit de jaren 1792—1933, Amsterdam 1934
- Schaakbibliotheken. Een Boek over verzamelaars en verzamelingen (Memento vom 1. September 2011 im Internet Archive), Selbstverlag, Wassenaar 1948
- De Roch als heraldische Figuur, Rotterdam 1946
- Het Nederlandse Schaakverenigsleven in de 19de Eeuw, Selbstverlag, o. J.